# Wiyot
Wiyot – plemię indiańskie zamieszkujące północną Kalifornię. Ich język umarł w 1962 roku wraz ze śmiercią Delly Prince. W 2000 roku pochodzenie Wiyot zadeklarowało 450 osób.
Plemię zawsze było niewielkie i słynęło z gościnności i przyjaźni. Wiyot żyli w zgodzie z białymi osadnikami do czasów wydobycia złota w Kalifornii. 26 lutego 1860 osadnicy zamordowali ponad stu tubylców. W tymże roku zabójca Hank Larrabee podczas religijnej ceremonii zaatakował kobiety i dzieci z plemienia, podczas gdy mężczyźni uciekli. Zabił on wszystkie kobiety i dzieci z wyjątkiem jednego. Od tamtej pory plemię zaczęło wymierać.